# Idina Menzel
Idina Kim Menzel (Nova York, 30 de maig de 1971) és una actriu i cantautora nord-americana, especialment coneguda per donar veu a Elsa en la pel·lícula de Disney de 2013, Frozen. A més d'interpretar la cançó "Let It Go" de la pel·lícula en la seva versió oficial.
També va tenir papers en el musical de Stephen Schwartz, Wicked, i en el de Jonathan Larson, Rent. Va ser nominada per tots dos papers als Premis Tony, el màxim guardó en la comunitat teatral, guanyant el premi en la categoria Millor actriu principal en un musical per Wicked en 2004. També va interpretar a Sheila en la reeixida obra hippie Hair. Des de 2010 fins a 2014 va interpretar de forma ocasional el paper de Shelby Corcoran en la sèrie de televisió musical Glee.
Té un registre de soprano.

## Primers anys
Menzel va créixer en Woodbury, Long Island, Estats Units, mudant-se després a Queens, Nova York i a Nova Jersey. Sempre va saber que volia cantar i quan tenia cinc anys es va adonar que tenia talent.
Així va participar en concursos de talents i produccions musicals de l'escola, una de les quals va anar El mag de Oz basada en la novel·la de Lyman Frank Baum, El meravellós mag de Oz, on va interpretar a Dorothy Gale. Va ser entrenada en cant clàssic fins que va ingressar a la preparatòria "Syosset" en Long Island, on va seguir presentant-se en obres musicals de l'escola amb papers principals i també va començar a interessar-se per cançons de R&B i Jazz de cantants com Aretha Franklin, Billie Holiday, Chaka Khan, entre d'altres.
Va anar a la Tisch School of the Arts de la Universitat de Nova York.

## Vida personal
El seu pare Stuart Mentzel, és un venedor de pijames i la seva mare, Helene, és terapeuta. Té una germana menor, Cara. La seva família és jueva.
Va estar casada amb l'actor Taye Diggs, al que va conèixer mentre tots dos actuaven en Rent, i amb qui va tenir un fill, Walker Nathaniel, nascut en 2009. Al desembre de 2013, després de deu anys de matrimoni van anunciar la seva separació.